# Fritz von Unruh
Fritz von Unruh (10 de maio de 1885, Coblença, Alemanha - 28 de novembro de 1970, Diez) foi um poeta, romancista e dramaturgo alemão.

## Biografia
Unruh nasceu em Coblença Alemanha. Filho de um general, foi oficial do exército alemão até 1912, quando partiu para seguir a carreira de escritor. Duas de suas primeiras obras importantes, a peça Offiziere (1911) e o poema Vor der Entscheidung (1914) estabeleceram suas crenças anti-guerra e sua crença de que a ordem social deve ser baseada não em autoridade, mas na integridade e responsabilidade do indivíduo para com a humanidade. As obras de Unruh eram antimilitaristas e clamavam por paz mundial e fraternidade. 
Unruh era um ferrenho oponente do Partido Nazista e escreveu várias obras alertando sobre as consequências da ditadura nazista, incluindo Bonaparte (1927), Berlim em Monte Carlo (1931) e Zero (1932). Ele trocou a Alemanha pela França em 1932, imigrando posteriormente para os Estados Unidos. Ele finalmente retornou à Alemanha em 1962 e morreu na cidade de Dietz aos 85 anos.

## Obra
Peças de teatro
- Offiziere, 1911
- Louis Ferdinand Prinz von Preußen, 1913
- Vor der Entscheidung, 1914
- Ein Geschlecht, Tragödie, 1917
- Opfergang, 1918
- Platz, 1920 (Fortsetzung von Ein Geschlecht)
- Stürme, Schauspiel, 1922
- Rosengarten, 1923
- Bonaparte, Schauspiel, 1927
- Phaea, Komödie, 1930
- Zero, Komödie, 1932
- Gandha, 1935
- Charlotte Corday, 1936
- Miss Rollschuh, 1941
- Der Befreiungsminister, 1948
- Wilhelmus, 1953
- Duell an der Havel, Schauspiel, 1954
- Bismarck oder Warum steht der Soldat da?, 1955
- Odysseus auf Ogygia, Schauspiel, 1968

Romances
- Der nie verlor, 1948
- Die Heilige, 1952
- Fürchtet nichts, 1952
- Der Sohn des Generals, 1957

Outras publicações
- Vaterland und Freiheit. Eine Ansprache an die deutsche Jugend, 1923
- Flügel der Nike. Buch einer Reise, 1925
- Seid wachsam! Eine Goethe-Rede, 1948
- Rede an die Deutschen, 1948
- Mächtig seid ihr nicht in Waffen, Reden, 1957
- Meine Begegnungen mit Trotzki, 1963
- Friede in USA? Ein Traum, 1967